# لایکلی استوری
لایکلی استوری (انگلیسی: Likely Story) یک شرکت مستقل فیلم‌سازی است که در اکتبر ۲۰۰۶ تأسیس شد.
آنتونی برگمن، تهیه‌کننده مستقر در نیویورک این شرکت را در اکتبر ۲۰۰۶ به همراه شریک کاری خود استفانی آزپیازو تأسیس کرد.

## فیلم‌شناسی
تعدادی از فیلم‌های تولیدی این شرکت عبارتند از:
- ۲۰۰۸: نیویورک، جز به کل
- ۲۰۰۹: حامل
- ۲۰۱۰: لطفاً کمک کنید
- ۲۰۱۰: مرد اضافی
- ۲۰۱۱: برادر ابله ما
- ۲۰۱۱: پرتقال‌ها
- ۲۰۱۲: ذخیره مورد علاقه
- ۲۰۱۲: همراه عزیزم
- ۲۰۱۳: بحث کافیه
- ۲۰۱۳: دوباره شروع کن
- ۲۰۱۴: فاکس‌کچر
- ۲۰۱۵: افراط آمریکایی
- ۲۰۱۶: خیابان آواز
- ۲۰۱۶: خشم
- ۲۰۱۶: حقیقت مطلق
- ۲۰۱۶: زیبایی موازی
- ۲۰۱۷: دایره
- ۲۰۱۸: سرزمین عادات ثابت
- ۲۰۱۹: یک شخص عالی
- ۲۰۲۰: سراشیبی
- ۲۰۲۰: نیمی از آن
- ۲۰۲۰: من به پایان دادن به اوضاع فکر می‌کنم
- ۲۰۲۰: آویشن کوهستان وحشی
- ۲۰۲۱: شنیده‌ها و دیده‌ها
- ۲۰۲۱: در هایتس
- ۲۰۲۲: انتقام بگیر
- ۲۰۲۳: آیلین
- ۲۰۲۳: تو به احساسات من صدمه زدی
- ۲۰۲۳: فلورا و پسرش